# Blaise Nkufo
Blaise Nkufo född den 25 maj 1975 i Kinshasa, Zaire är en schweizisk före detta fotbollsspelare som gjorde 34 landskamper i Schweiz och dessutom gjorde 114 mål på 223 matcher för FC Twente.

## Karriär
Nkufo började sin professionella karriär 1993 med FC Lausanne-Sport, där han tillbringade en säsong. Han spelade sedan med FC Echallens innan han flyttade till Qatar för att spela med Al-Arabi. Efter ett år flyttade han tillbaks till Schweiz, för spel med Yverdon-Sport FC, innan han flyttade tillbaka till Lausanne Sports. 1998 lämnade Nkufo för spel i Grasshopper, där han spelade ett år innan han blev utlånad till Lugano. Han spelade sedan med FC Luzern, innan han flyttade till Tyskland för att spela med FSV Mainz 05 och Hannover 96. Han skrev på för FC Twente 2003. Våren 2010 meddelade Seattle Sounders FC att man värvat den schweiziske anfallaren. I mars 2011 bröt han kontraktet med Seattle Sounders och meddelade att han slutar med fotbollen 13 dagar senare.
I kvalspelet till Fotbolls-VM 2010 i Sydafrika gjorde han sex mål.